# Trofeo Matteotti 2005
Il Trofeo Matteotti 2005, sessantesima edizione della corsa e valida come evento dell'UCI Europe Tour 2005 categoria 1.1, si svolse il 3 luglio 2005 su un percorso totale di circa 188,5 km. Fu vinto dall'italiano Ruggero Marzoli che terminò la gara in 4h46'12", alla media di 39,518 km/h.
Partenza con 111 ciclisti, dei quali 23 portarono a termine il percorso.

## Ordine d'arrivo (Top 10)
| Pos. | Corridore            | Squadra      | Tempo    |
| ---- | -------------------- | ------------ | -------- |
| 1    | Ruggero Marzoli      | Acqua & Sap. | 4h46'12" |
| 2    | Paolo Bailetti       | Androni-3C   | s.t.     |
| 3    | Fortunato Baliani    | Panaria      | a 1"     |
| 4    | Eddy Ratti           | Team Nippo   | a 7"     |
| 5    | Massimiliano Gentili | Naturino     | a 11"    |
| 6    | Leonardo Giordani    | Univ. Caffè  | a 14"    |
| 7    | Luca Solari          | Domina Vac.  | a 26"    |
| 8    | Filippo Simeoni      | Naturino     | s.t.     |
| 9    | Christian Murro      | Tenax        | a 30"    |
| 10   | Antonio D'Aniello    | Miche        | s.t.     |